# Bulbophyllum leucothyrsus
Bulbophyllum leucothyrsus är en orkidéart som beskrevs av Rudolf Schlechter. Bulbophyllum leucothyrsus ingår i släktet Bulbophyllum och familjen orkidéer. Inga underarter finns listade i Catalogue of Life.